# Monte Sneffels
El monte Sneffels (en inglés Mount Sneffels, también conocido como Sneffels Peak o Mount Blaine) es un pico en las montañas de San Juan en el suroeste de Colorado en Estados Unidos. Es el punto más alto del condado de Ouray. Según el Servicio de Información de Nombres Geográficos de los Estados Unidos su cima tiene una altura de 4265 m (13 993 pies).
Su nombre viene de Snæfel, una cima de Islandia mencionada en la novela de Julio Verne Viaje al centro de la Tierra como la ficticia entrada al centro de la Tierra.